# Pointe de Poêle Chaud
Pointe de Poêle Chaud är en bergstopp i Schweiz. Den ligger i distriktet Nyon och kantonen Vaud, i den västra delen av landet, 120 km sydväst om huvudstaden Bern. Toppen på Pointe de Poêle Chaud är 1 628 meter över havet. Pointe de Poêle Chaud ingår i Jurabergen.